# اشاعره
اشعریه یا اَشاعِره، نامی است که بر پیروان مکتب کلامی ابوالحسن علی بن اسماعیل اشعری گفته می‌شود. اشاعره در معنای عام به سنت‌گرایان یا اهل سنت و جماعت گفته می‌شود، یعنی آنان که در برابر خردگرایان معتزلی، بر نقل (قرآن و سنت) تأکید می‌ورزند و نقل را بر عقل ترجیح می‌دهند.

## زمینه
اندیشه‌هایی که به مکتب اعتزال انجامید، از نیمه دوم قرن اول هجری آغاز شد. روش اعتزال در حقیقت عبارت بود از به کاربردن نوعی منطق و استدلال در فهم و درک اصول دین. بدیهی است که در چنین روشی اولین شرط، اعتقاد به حجیت و حریت و استقلال عقل است؛ و نیز بدیهی است که عامه مردم که اهل تعقل و تفکر و تجزیه و تحلیل نیستند، همواره «تدین» را مساوی با «تعبد» و تسلیم فکری به ظواهر آیات و احادیث - و مخصوصاً احادیث - می‌دانند و هر تفکر و اجتهادی را نوعی طغیان و عصیان علیه دین تلقی می‌نمایند، خصوصاً اگر سیاست وقت بنا به مصالح خودش از آن حمایت کند و بالاخص اگر برخی از علماء دین و مذهب این طرز تفکر را تبلیغ نمایند، و بالاخص اگر این علماء خود واقعاً به ظاهرگرایی خویش مؤمن و معتقد باشند و عملاً تعصب و تصلب بورزند. حملات اخباریین علیه اصولیین و مجتهدین، و حملات برخی از فقهاء و محدثین علیه فلاسفه در جهان اسلامی از چنین امری ریشه می‌گیرد.
در قرن سوم هجری مأمون که خود مردی عالم بود به حمایت معتزله برخاست، معتصم و واثق نیز از او پیروی کردند، تا نوبت به متوکل رسید. متوکل نقش اساسی در پیروزی مذهب اهل السنه - که در حدود یک قرن بعد به وسیله ابوالحسن اشعری پایه کلامی یافت - داشت. مسلماً اگر متوکل همان طرز تفکر مأمون را می‌داشت، اعتزال چنین سرنوشتی پیدا نمی‌کرد.
معتزله علاقه عمیقی به فهم اسلام و تبلیغ و ترویج آن و دفاع از آن در مقابل دهریین و یهود و مسیحی و زرتشتی و صابئین و مانویان و غیرهم داشتند و حتی مبلغینی تربیت می‌کردند و به اطراف و اکناف می‌فرستادند. در همان حال از داخل حوزه اسلام وسیله ظاهرگرایان که خود را «اهل الحدیث» و «اهل السنة» می‌نامیدند تهدید می‌شدند و بالاخره از پشت‌خنجر خوردند و ضعیف شدند و تدریجاً منقرض گشتند.
از این رو در آغاز امر، یعنی تا حدود اواخر قرن سوم و اوائل قرن چهارم، یک مکتب کلامی معارض به معتزله - آن گونه که بعدها پیدا شد - وجود نداشت. تمام مخالفت‌ها با این نام صورت می‌گرفت که افکار معتزله ضد ظواهر حدیث و سنت است. رؤسای اهل حدیث مانند مالک بن انس و احمد بن حنبل اساساً بحث و چون و چرا و استدلال را در مسائل ایمانی حرام می‌شمردند. پس نه تنها اهل السنه یک مکتب کلامی در مقابل معتزله نداشتند، بلکه منکر کلام و تکلم بودند.
در حدود اواخر قرن سوم و اوائل قرن چهارم هجری پدیده تازه‌ای رخ داد و آن اینکه شخصیتی بارز و اندیشمند که سال‌ها در نزد قاضی عبدالجبار مکتب اعتزال را فرا گرفته و در آن مجتهد و صاحب نظر شده بود، از مکتب اعتزال رو گرداند و به مذهب اهل السنه گرایید و چون از طرفی از نوعی نبوغ خالی نبود و از طرف دیگر مجهز بود به مکتب اعتزال، همه اهل السنه را بر پایه‌های استدلالی خاصی بنا نهاد و آن‌ها را به صورت یک مکتب نسبتاً دقیق فکری درآورد. آن شخصیت بارز ابوالحسن اشعری متوفا در حدود ۳۳۰ هجری است.
ابوالحسن اشعری - بر خلاف قدمای اهل حدیث مانند احمد بن حنبل - بحث و استدلال و به کار بردن منطق را در اصول دین جایز شمرد و از قرآن و سنت بر مدعای خود دلیل آورد. او کتابی به نام «رسالة فی استحسان الخوض فی علم الکلام» نوشته‌است.
اینجا بود که اهل الحدیث دو دسته شدند: «اشاعره» یعنی پیروان ابوالحسن اشعری که کلام و تکلم را جایز می‌شمارند، و «حنابله» یعنی تابعان احمد بن حنبل که آن را حرام می‌دانند. در درسهای منطق گفتیم که ابن تیمیه حنبلی کتابی در تحریم منطق و کلام نوشته‌است.
معتزله از ناحیه دیگر نیز منفور عوام شدند، و آن غائله «محنت» بود، زیرا معتزله بودند که می‌خواستند با نیروی خلیفه مأمون مردم را به زور تابع عقیده خود در حادث بودن قرآن کنند، و این حادثه به دنبال خود کشتارها و خونریزیها و زندان‌ها و شکنجه‌ها و بی‌خانمانیها آورد که جامعه مسلمین را به ستوه آورد. عامه مردم، معتزله را مسؤول این حادثه می‌دانستند و این جهت‌سبب بیزاری بیشتر مردم از مکتب اعتزال شد.
ابوالحسن اشعری از افراد کثیر التألیف است. گفته‌اند متجاوز از دویست کتاب تألیف کرده‌است. در حدود صد کتاب از او در تذکره‌ها نام برده شده‌است ولی ظاهراً اکثر آن کتاب‌ها از میان رفته‌است. معروفترین کتاب او کتاب «مقالات الاسلامیین» است؛ که چاپ شده و تا حد زیادی پریشان و نامنظم است. کتاب دیگری نیز از او چاپ شده‌است و نام «اللمع» و شاید کتابهای دیگر هم از او چاپ شده باشد.

## نامداران
پس از ابوالحسن اشعری نامداران دیگری در این مکتب ظهور کردند و پایه‌های آن را استوار کردند. از آن میان قاضی ابوبکر باقلانی معاصردرگذشته در سال ۴۰۳ و ابواسحاق اسفراینی که در طبقه پس از باقلانی و سید مرتضی به‌شمار می‌رود، و دیگر امام الحرمین جوینی استاد غزالی و خود امام محمد غزالی صاحب «احیاء علوم الدین» متوفای در ۵۰۵ هجری و امام فخرالدین رازی را باید نام برد. اندیشه و روش اشاعره در سده‌های آزگار در دگردیسی بوده‌است، اما آنچه امروز به نام باورهای اشعری بدان‌ها استناد می‌شود، بیش‌تر استدلال‌هایی است، که قاضی عضدالدین ایجی در کتاب مواقف ش آورده‌است.

## باورها
پیروان ابوالحسن اشعری بودند و اعتقاد داشتند:
ایمان تصدیق به قلب است و اقرار به زبان و عمل به ارکان از فروع آن است.
صاحب گناه کبیره اگر بدون توبه بمیرد، حق‌تعالی او را شامل مغفرت می‌کند یا به شفاعت محمد می‌بخشد یا به مقدار جرمش او را عذاب می‌دهد؛ اما اگر با توبه بمیرد، عفو او بر حق تعالی واجب نیست؛ چون خداوند موجب است و چیزی بر او واجب نمی‌شود.
حق تعالی مالک خلایق است و آنچه اراده اش باشد، می‌کند و می‌فرماید. اگر جمیع آفریدگان را به بهشت ببرد یا همه را در آتش دوزخ بیندازد، خطایی مرتکب نشده‌است؛ چون او مالک مطلق است.
هر چه موجود باشد مرئی است؛ بنابراین حق تعالی دیده خواهد شد؛ چنان‌که در قرآن آمده: وجوهٌ یومئذٍ ناضره الی ربها ناظره.
این‌جا فهرست‌وار باورهای «اشعری» را که از اصول اهل السنه دفاع کرده یا به نحوی عقیده اهل السنه را تاویل و توجیه کرده‌است ذکر می‌کنیم:
الف. عدم وحدت صفات با ذات (برخلاف نظر معتزله و فلاسفه و متکلمین شیعه)
ب. عمومیت اراده و قضاء و قدر الهی در همه حوادث (این نیز برخلاف نظر معتزله ولی بر وفق نظر فلاسفه)
ج. شرور، مانند خیرات، از جانب خدا است. (البته این نظر به عقیده «اشعری» لازمه نظر بالا است)
د. مختار نبودن بشر و مخلوق خدا بودن اعمال او (این نظر نیز به عقیده «اشعری» لازمه نظر عمومیت اراده‌است)
ه. حسن و قبح افعال ذاتی نیست، بلکه شرعی است. همچنین عدل، شرعی است نه عقلی (برخلاف نظر معتزله و شیعه)
و. رعایت لطف و اصلح بر خدا واجب نیست. (بر خلاف نظر معتزله)
ز. قدرت انسان بر فعل، توأم با فعل است نه مقدم بر آن. (بر خلاف نظر فلاسفه و معتزله)
ح. تنزیه مطلق، یعنی هیچگونه شباهت و مماثلت میان خدا و ماسوا وجود ندارد. (بر خلاف نظر معتزله)
ط. انسان آفریننده عمل خود نیست، اکتساب‌کننده آن است. (توجیه نظراهل السنة در باب خلق اعمال)
ی. خداوند در قیامت با چشم دیده می‌شود. (بر خلاف نظر فلاسفه و معتزله و شیعه)
یا. «فاسق» مؤمن است. (بر خلاف نظر خوارج که مدعی کفر فاسق بودند و بر خلاف نظر معتزله که به منزلة بین المنزلتین قائل بودند)
یب. مغفرت خداوند بنده‌ای را، بدون توبه هیچ اشکالی ندارد همچنانکه معذب ساختن مؤمن بلااشکال است. (بر خلاف نظر معتزله و شیعه)
یج. شفاعت بلااشکال است. (بر خلاف نظر معتزله)
ید. کذب و تخلف وعده بر خدا جایز نیست.
یه. عالم حادث زمانی است. (بر خلاف نظر فلاسفه)
یو. کلام خدا قدیم است، اما کلام نفسی نه کلام لفظی. (توجیه نظر اهل السنه)
یز. افعال خدا برای غایت و غرضی نیست. (بر خلاف نظر فلاسفه و معتزله)
یح. تکلیف مالایطاق بلامانع است. (بر خلاف نظر فلاسفه و معتزله)

## پیامد
ابوالحسن اشعری از افرادی است که افکارش تأثیر بسیاری بر جهان اسلام گذاشت. البته بعدها هم فیلسوفان و هم معتزله اشکالات فراوانی بر سخنان ش وارد کردند. بسیاری از عقاید و آرای او را ابوعلی سینا در شفا - بی آن که از اونام ببرد - آورده و رد کرده‌است. حتی برخی از اتباع «اشعری» از قبیل قاضی ابوبکر باقلانی و امام الحرمین جوینی در نگرش جبری او دربارهٔ خلق اعمال بازنگریستند.
البته مکتب اشعری رفته‌رفته دگردیسی یافت. به‌ویژه در دست محمد غزالی رنگ عرفانی گرفت. غزالی اگرچه اشعری است و تا اصول اشاعره را استوار کرده‌است، ولی مبانی دیگری به آن‌ها داد و کلام را به عرفان و تصوف نزدیک کرد. پس از او فخر رازی که با اندیشه‌های فیلسوفان آشنا بود، کلام اشعری را تحول و نیرو بخشید و به فلسفه نزدیک کرد. مولانا جلال‌الدین بلخی نیز به نوبه خود اشعری‌مذهب است، ولی عرفان عمیق او به همه مسائل رنگ دیگری داده‌است.
کلام، در کل، با خواجه نصیرالدین طوسی و کتاب تجرید الاعتقاد ش، بسیار رنگ فلسفه گرفت. پس از تجرید همه متکلمان- چه اشعری و چه معتزلی- به همان راهی رفتند، که این فیلسوف و متکلم بزرگ شیعی رفته بود. نمونه را کتاب‌های مواقف و مقاصد و شرح‌های آن‌ها همه رنگی فلسفی دارد. می‌توان گفت هر چه زمان گذشت، اشاعره از پیشوا یشان، ابوالحسن اشعری، دورتر شدند و عقاید او را به اعتزال یا فلسفه نزدیک‌تر کردند.